# John Whitelaw
John Stewart Whitelaw (11 tháng 6 năm 1921 – 18 tháng 6 ngày 2010) là thiếu tướng quân đội Úc. Ông tham gia thế chiến thứ hai và chiến tranh Việt Nam.